# Lödenalm
Die Lödenalm ist eine Alm im Seehauser Forst auf dem Gebiet der Gemeinde Ruhpolding.
Die Kaser der Lödenalm stehen unter Denkmalschutz und sind unter der Nummer D-1-89-140-168 in die Bayerische Denkmalliste eingetragen.

## Geographische Lage
Die Lödenalm befindet sich auf einer Höhe von 770 m ü. NHN im Nordosten des Lödensees, etwa 200 bis 300 Meter von dessen Ufer entfernt. Zum Ortszentrum von Ruhpolding im Nordnordosten sind es 8,5 Kilometer (Luftlinie), nach Reit im Winkl im Westsüdwesten 10 Kilometer. Die Deutsche Alpenstraße (B 305) von Ruhpolding nach Reit im Winkl führt 200 Meter weiter östlich vorbei. Die Kaser werden im Norden und Westen zu Füßen des Seehauser Kienbergs vom Langen Sand umflossen, der in einem Delta an der Nordostecke des Lödensees mündet. 
Der Lange Sand hat nach Abschmelzen der würmzeitlichen Eismassen im Dreiseengebiet einen riesigen Schwemmfächer aufgebaut, welcher zur Unterbrechung des natürlichen Ablaufs in Richtung Förchensee und zur Aufstauung der Seen führte. Die Lödenalm nimmt die Südwestabdachung auf dem Fächer ein. Die Almwiesen haben sich auf Zopfstromsedimenten des Langen Sandes gebildet (wie im Satellitenbild gut zu erkennen ist).
Die einzelnen Kaser können von den Anliegern über einen ungeteerten Zufahrtsweg erreicht werden, welcher kurz nach Durchqueren der Furt am Langen Sand rechterhand von der B 305 nach Westen abzweigt.

## Baubeschreibung
Bei der Lödenalm handelt es sich um eine einheitliche Niederalm mit fünf Kasern des späten 18. Jahrhunderts.
Der Stadlerkaser ist gemauert mit Blockbaugiebel und an der Firstpfette mit dem Jahr 1775 bezeichnet.
Der Schmied- und Häuslerkaser ist ein gemauerter Doppelkaser, der nördliche Teil ist an der Firstpfette bezeichnet mit dem Jahr 1779.
Der Simandlkaser und der Brandstätterkaser sind wie der Stadlerkaser gemauert mit Blockbaugiebel. Der Simandlkaser ist gegen Ende des 18. Jahrhunderts entstanden, der Brandstätterkaser ist an der Firstpfette bezeichnet mit dem Jahr 1775.

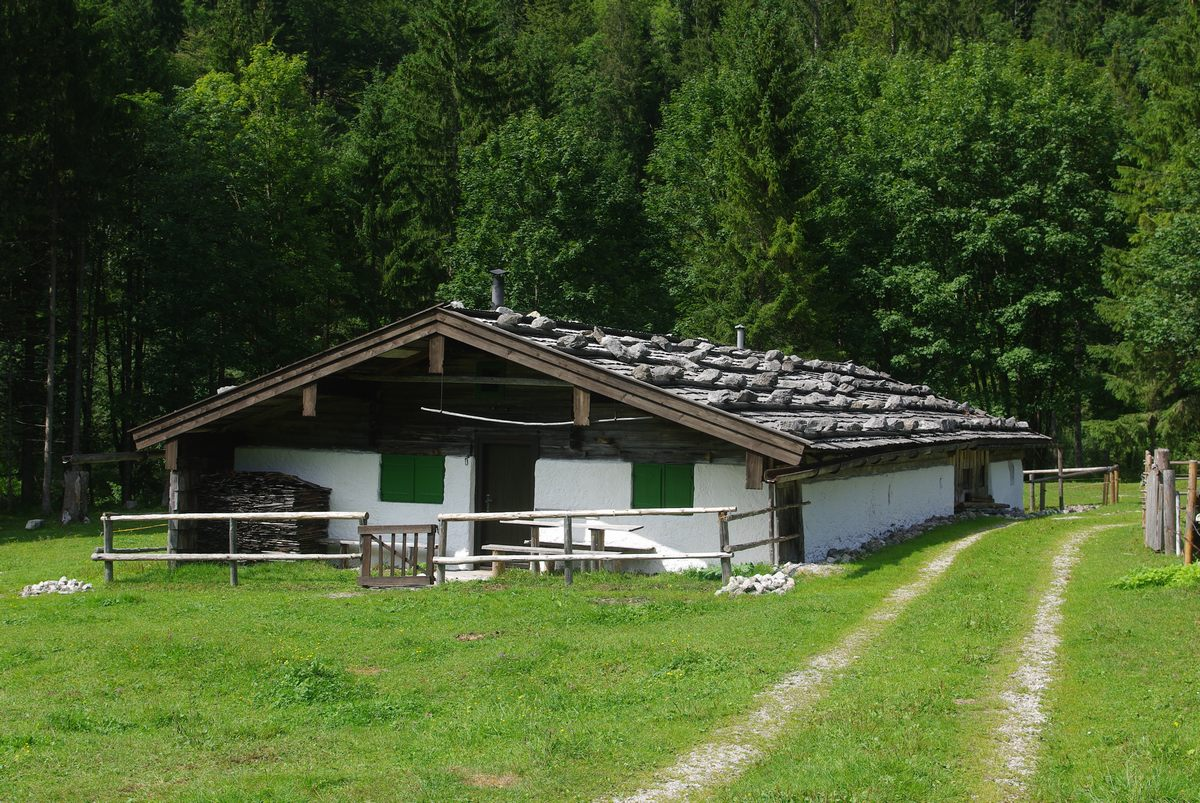
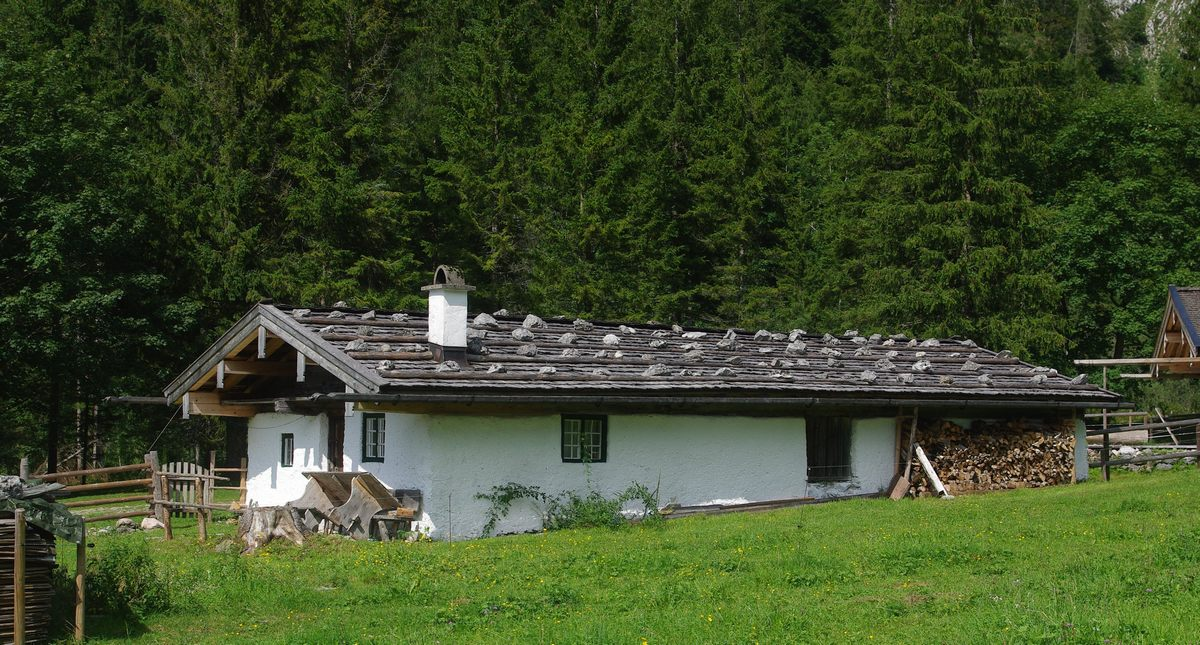
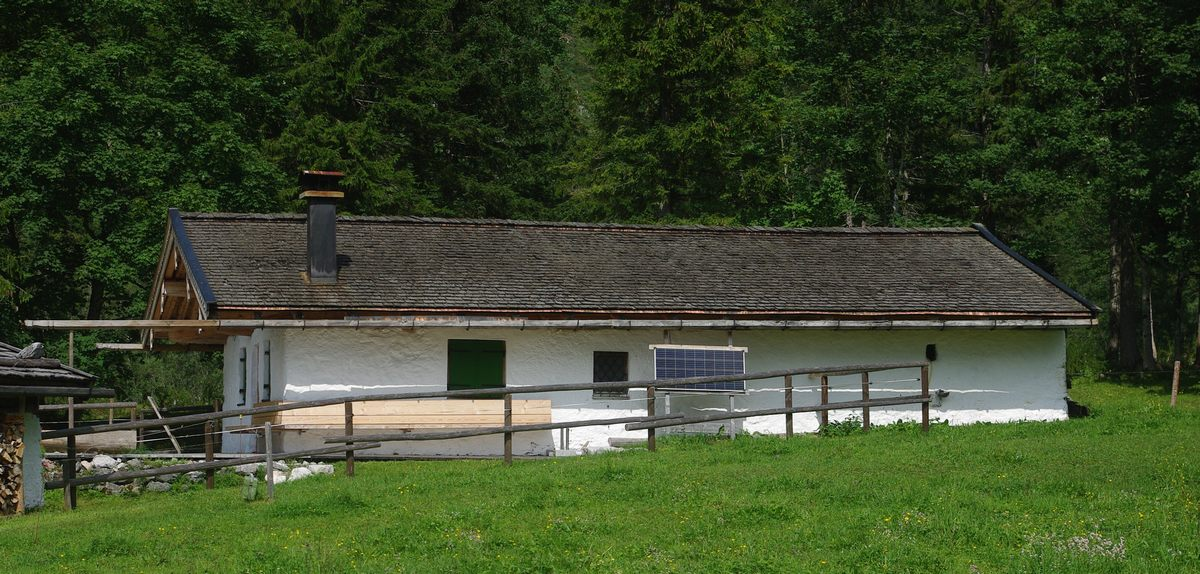

## Heutige Nutzung
Die Lödenalm wird landwirtschaftlich genutzt, ist jedoch nicht bewirtet.